# Вільям Стенлі
Вільям Стенлі (англ. William Stanley; 1561 року, Лондон — 29 вересня 1642, помістя поблизу Честера, графство Ланкашир) — англійський аристократ і державний діяч, пер Англії.

## Біографія
Вільям Стенлі народився в Лондоні 1561 року, був другим з чотирьох синів Генрі Стенлі, 4-го графа Дербі і леді Маргарет Кліффорд(1540—1596), яка з 1578 року і аж до своєї смерті в 1596 році претендувала на англійський престол як найближча родичка королеви Єлизавети I. По лінії матері Вільям був правнуком Марії Тюдор, дочки короля Англії Генріха VII і Єлизавети Йоркської. Він успадкував титул графа Дербі після смерті свого старшого брата, Фердинанда Стенлі, 5-го графа Дербі(1559—1594). Фердинанд був отруєний одним зі своїх родичів,  оскільки відмовився взяти участь в змові проти королеви Єлизавети.   Вільям знаходився в тривалій зарубіжній поїздці - у Франції,  в Іспанії, Італії, Єгипті, Палестині, Туреччині і в Росії. Коли ж Вільям повернувся в Англію, виявилось, що три дочки його покійного брата вже розділили між собою усі його володіння. Дякуючи втручанню королеви Єлизавети I, найбільша частина спадку була закріплена за Вільямом Стенлі.
У 1594 році Вільям Стенлі  одружився з Елізабет де Віри, старшою дочкою Едуарда де Віра, 17-го графа Оксфорда і Ганни Сесіл, дочки лорда-скарбника Вільяма Сесила, 1-го барона Берлі. У цьому шлюбі народилися п'ять дітей.
23 квітня 1601 року Вільяму Стенлі був подарований королевою Єлизаветою I орден Підв'язки. Король Іаков I подарував йому звання камергера Честера. У березні-травні він входив у Таємну раду. З 22 грудня 1607 року  по 29 вересня 1642 року — лорд-лейтенант графств Ланкашир і Чешир, з 7 липня 1609 року по 1627 рік — адмірал  і лорд Мена .
У 1628-1629 роках він передав своєму старшому синові Джеймсу права на титул і фамільні земельні володіння, залишивши собі лише пенсію.

## Щодо авторства творів Шекспіра
Один з провідних французьких літературознавців, Абель Лефранк, після багаторічних наукових досліджень опублікував в 1918 році свою роботу. У ній він висловлював теорію про те, що під ім'ям Вільяма Шекспіра насправді був Вільям Стенлі. Річ у тому, що Вільям Стенлі був постійним покровителем різних акторських труп у Лондоні. Це захоплення розділяв і старший брат Стенлі, Фердинандо.
Важливим аргументом на користь цієї теорії послужив лист  єзуїта в Англії Джорджа Феннера від 1599 року, в якому той повідомляв, що Стенлі був автором п'яти театральних п'єс.  Свої враження від відвідування наварського двору  Вільям Стенлі виклав у шекспірівській п'єсі. Проти цієї теорії французького дослідника свідчить той факт, що за свої останні 30 років життя Стенлі для театру не написав ні рядка, а зміст шекспірівських сонетів не збігається з фактами біографії графа Дербі.
Вільям Стенлі був   знайомий з братами Вільямом і Філіпом Герберт,  що видали в 1623 році, через сім років після смерті Шекспіра, зібрання творів останнього. Ці ж брати Пемброк займалися передачею майна в 1628-1829 роках від Вільяма Стенлі до його сина.